# ほうらい祭り

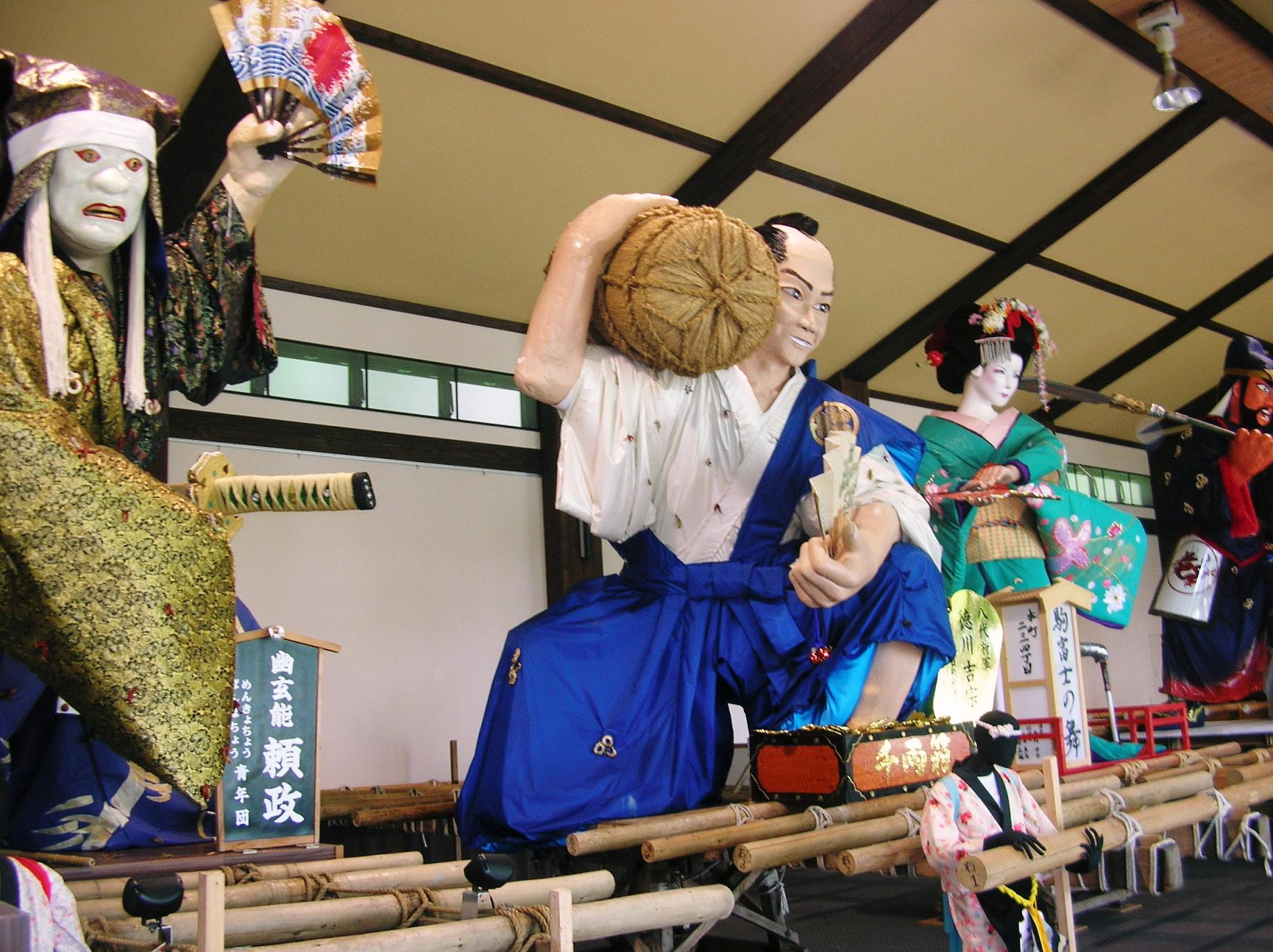
ほうらい祭りを彩る巨大な人形「造り物」。氏子たちが担いで町内を練り歩く

金剱神社（金剱宮）

ほうらい祭り（ほうらいまつり）は、日本の祭り。石川県白山市鶴来地区で毎年10月初旬に開催される祭りで、正式名称は金剱宮秋季例大祭（および秋季例大祭神輿御渡）。白山市の無形民俗文化財に指定されている。

## 概要
白山市鶴来地区にある金劔神社（きんけんじんじゃ）の秋季例大祭にともなって催される行列神事で、約800年前にその原形となるものが始まったと言われる。1970年から、地元の商工会などの発案により、観光振興のため「ほうらい祭り」と通称するようになった。金劔宮の神輿を先頭に、邪気を払う棒振りの役目を果たす獅子方と、神への感謝を表すために作られた武者などの人形の造り物から成る神輿渡御の行列が白山市鶴来地区（旧鶴来町の中心地区）を二日間掛けて練り歩く。
1999年（平成11年）までは10月2日の例大祭に引き続き10月3日・4日に開催されていた。しかし、祭り参加者減少などの諸般事情から2000年（平成12年）より10月初旬の土・日曜日に神輿渡御が開催されるようになった。例大祭は変わらず毎年10月2日に行われている。
「ほうらい祭り」の名前の由来は、神輿・造り物を担ぐ若衆の掛け声“ヨーホーライ”から。それを中国の伝説に登場する蓬萊山とも、また、宝が来る（宝来）とも、また、他の意味とも見取ってもらうため、あえて平仮名としている。

## 祭りの由来
祭りの由来は、今から800年以上前の白山事件（安元事件）に端を発しているという。
平家物語にも登場する白山事件とは、加賀の国司・近藤師高と白山衆徒の対立が発展し、師高らの暴挙に対する処罰を求めて大衆（僧徒）が神輿を担いで京へと強訴する（神輿振り）までに至った事件で、金劔宮の神輿もまたその強訴に加わった神輿のひとつであった。都を警護する武士との騒乱のなかで、衆徒側では死者が出たり、警護の放った矢が神輿に当たるなどしたが、やがて訴えは訊き入れられ師高は尾張へ配流となり騒動は収束する。
金劔宮では秋の収穫時期に、五穀豊穣を願うとともに、白山事件の神輿のなかで唯一帰還したとされる神輿の凱旋を祝い、祭りを執り行うようになった。

## 渡御行列

### 御神輿
初老の厄年を迎えた衆が「白丁（しろば）」と呼ばれる白い衣装に身を包み、神輿を担いで町内を練り歩く。神輿渡御の二日間のうち、一日目を前厄、二日目を後厄の人々で白丁衆を担うことが通例となっている。祭り初日、前厄の白丁衆が担ぐ神輿は神社境内を出発し、通称男段（おとこだん）と呼ばれる表参道急階段を降り、鶴来南地区の各御祓い所にて神事を行う。町中心部に設けられた御仮屋で一晩を過ごし、二日目は後厄の白丁衆が担いで北地区の御祓い所を回わり、「送り獅子」の後、今度は女段（おんなだん）と呼ばれる階段を担いで登り神社へと帰る。男段と女段、いずれも神輿が石段を登り降りする様子は勇壮なものとして知られる。

### 獅子方
獅子方（ししかた）は神輿の巡行に随行し、巨大な胴体(かや)を持つ獅子と、袴役（はかまやく）・囃子方・獏面（ばくめん）・小中学生・アカバ衆から成る。各家の軒先や見物要所にて、小中学生やアカバ衆が「棒振り（ぼうふり）」と呼ばれる演舞を披露し、主に渡御行列の二番目と最後尾に位置し露払いの役目を担っている。獅子殺しといわれる勇壮な加賀獅子のなかでも、鶴来の獅子は勇壮を極めており、特にアカバ衆の「棒振り」は舞というよりも、むしろ演武か殺陣に近い。

### 造り物

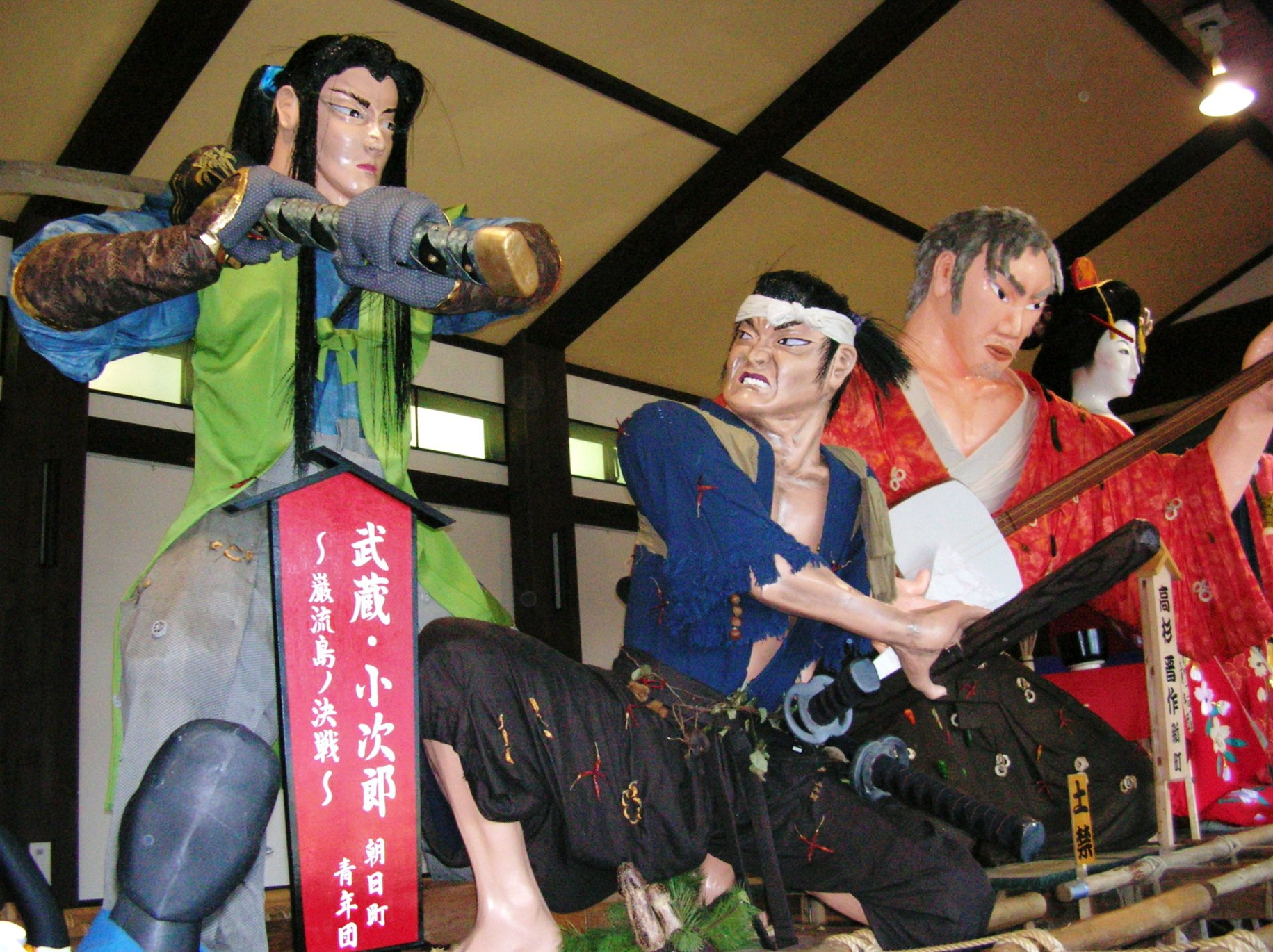
ほうらい祭りの造り物

「造り物（つくりもん）」は獅子方と同じく渡御巡行に随行し、袴役・アカバ衆から成り、獅子方の露払いに対して太刀持ちの役割を担っている。アカバ衆が「造り物」と呼ばれる高さ5メートル程の巨大人形を担ぎ町内を練り歩く。着物の模様などに野菜をあしらった「造り物」は、各町会の青年団が1か月から2か月をかけて製作し、武将や歌舞伎の演目などを題材にして、毎年、趣向を凝らしたものが作られる。祭り終了後は、白山市八幡町のパーク獅子吼内にある「造り物の館」にて展示され、無料で観覧することが出来る（冬期休館時と、8月中旬から始まる準備期間中を除く）。

## その他
祭り唄
主に神輿や造り物を担ぐ時や、御祝儀をいただいた時に担ぎ手が歌う「ほうらい祭り」特有の伝統歌。祭り唄はその歌詞によって、正調歌と替え歌の二種類に大別される。五穀豊穣や家の繁栄を祝う歌詞、または鶴来や神社を讃える歌詞などを正調歌といい。些か卑猥な、性行為や世の風俗を皮肉った歌詞を変調歌または一般に替え歌という。替え歌の歌詞には放送禁止用語が含まれるものがあるため、祭りの様子をテレビ放送する際、無音声または音声の差替えが行われたうえで放送されることが多い。
口上
造り物が祝儀をいただいた際には、アカバ衆（ときには袴役）が次のような口上を述べて披露する。
「金貨万両御酒肴沢山、右は人気えーとえーととありまして、△△町は○○様より、□□町造り物××に清酒（または金一封）下さぁーる 」
御神輿や獅子方は、上記のような口上は述べない。